# D = 4 N = 8 Supergravitation
D = 4 N = 8 Supergravitation (kurz D = 4 N = 8 SUGRA) ist ein Spezialfall der Supergravitation, einer Kombination aus Supersymmetrie (kurz SUSY) und Gravitation (beschrieben durch die Allgemeine Relativitätstheorie), in vier Dimensionen (D = 4) und mit acht Symmetrieoperatoren (N = 8). Dies ist die höchste Anzahl an möglichen Symmetrieoperatoren, welche von den acht möglichen Halbschritten zwischen Spin −2 und Spin 2 des Gravitons stammt. Stephen Hawking spekulierte unter anderem in Eine kurze Geschichte der Zeit, dass die Theorie eine mögliche Theorie von Allem sein könnte.

## Felder

Verbindung der D = 11 Supergravitation, welche D = 4 N = 8 Supergravitation durch Kompaktifizierung ergibt, und fünf Stringtheorien in der M-Theorie.

D = 4 N = 8 Supergravitation beschreibt ein Feld mit Spin 2, dessen Quantum das Graviton ist. Diesem entsprechen durch die acht Symmetrieoperatoren jeweils acht verschiedene Felder mit Spin 3/2, deren Quanta die Gravitinos sind. Darüber hinaus gibt es noch 28 Vektorbosonen mit Spin 1, 56 Fermionen mit Spin 1/2 und 70 Skalarbosonen mit Spin 0. Dabei stammen diese Zahlen aus dem Pascalschen Dreieck:
{\displaystyle 1={\binom {0}{8}},8={\binom {1}{8}},28={\binom {2}{8}},56={\binom {3}{8}},70={\binom {4}{8}}.}
Einer der Gründe, warum das Interesse an der D = 4 N = 8 Supergravitation wieder nachließ, war die notwendige Beschreibung der 28 Vektorbosonen durch die achte orthogonale Gruppe {\displaystyle \operatorname {O} (8)} (mit Dimension 28) als Eichgruppe, da in diese die Eichgruppe {\displaystyle \operatorname {U} (1)\times \operatorname {SU} (2)\times \operatorname {SU} (3)} (mit Dimension 12) des Standardmodells nicht eingebettet werden kann. Erst mit der zehnten orthogonale Gruppe {\displaystyle \operatorname {O} (10)} (mit Dimension 45) ist dies möglich durch die Komposition der Inklusion:
{\displaystyle \operatorname {U} (1)\times \operatorname {SU} (2)\times \operatorname {SU} (3)\hookrightarrow \operatorname {SU} (5),(e^{i\varphi },A,B)\mapsto {\begin{pmatrix}e^{3i\varphi }A&0\\0&e^{2i\varphi }B\end{pmatrix}}}
mit der Inklusion {\displaystyle \operatorname {SU} (5)\hookrightarrow \operatorname {O} (10)}.

## Verbindung zu anderen Theorien

### Verbindung zur Yang-Mills-Theorie
D = 4 N = 8 Supergravitation lässt sich durch die Formulierung über Feynman-Diagramme als Produkt zweier N = 4 supersymmetrischen Yang-Mills-Theorien darstellen und enthält sechs unabhängige Darstellungen von dieser.

### Verbindung zur Stringtheorie
D = 4 N = 8 Supergravitation ergibt sich als Niedrigenergiegrenzwert des zehndimensionalen Typ IIA oder Typ IIB Superstrings durch Kompaktifizierung auf dem 6-Torus {\displaystyle T^{6}}. Da sich der Typ IIA-Superstring aus der D = 11 Supergravitation, welche der Niedrigenergiegrenzwert der M-Theorie ist, durch Kompaktifizierung auf der 1-Sphäre {\displaystyle S^{1}} ergibt, ergibt sich folglich die D = 4 N = 8 Supergravitation direkt aus der D = 11 Supergravitation durch Kompaktifizierung auf einem 7-Torus {\displaystyle T^{7}}. Ebenfalls möglich ist eine Kompaktifizierung auf der 7-Sphäre {\displaystyle S^{7}}. Dies bedeutet, dass für eine vierdimensionale glatte Mannigfaltigkeit {\displaystyle M^{4}} die D = 11 Supergravitation auf {\displaystyle M^{4}\times T^{7}} oder {\displaystyle M^{4}\times S^{7}} äquivalent zur D = 4 N = 8 Supergravitation auf {\displaystyle M^{4}} ist.